# Gaina
Gaina Co., Ltd. (株式会社ガイナ, Kabushiki-gaisha Gaina), anciennement connu sous le nom Fukushima Gainax (福島ガイナックス, Fukushima Gainakkusu), est un studio d'animation japonais filiale du groupe Kinoshita.

## Fondation
En 2015, Gainax a créé une nouvelle société de gestion pour gérer un studio et un musée à Miharu, Fukushima, afin d'externaliser les travaux à l'étranger et de gérer le musée. L'objectif et l'emplacement ont été conçus pour aider le tourisme dans la région en raison de la catastrophe nucléaire de Fukushima Daiichi en 2011 . En décembre 2015, Fukushima Gainax et Gainax sont devenues des sociétés indépendantes sans relation entre elles en dehors du nom Gainax, la société entrant ensuite dans ses propres projets.
En septembre 2016, la société a créé une nouvelle filiale à Tokyo. En août 2018, la société a déménagé son siège social dans sa filiale à Tokyo, ce qui en fait la société principale tout en transférant le contrôle du musée de Fukushima à sa nouvelle société appelée Fukushima Gaina le même mois. Le 20 août, il a été annoncé que le groupe Kinoshita avait acquis la société et que la société avait changé son nom en Gaina, sa nouvelle société mère prévoyant de faire de la nouvelle filiale un pilier de sa production d'anime pour développer ses activités .

## Filmographie

### Séries télévisées
- Piano no mori (2018-2019)[3],[4]
- Hulaing babies (2019)[5],[6],[7]
- Hulaing babies☆Petit (2020)[8]
- Cap Revolution Bottleman DX (2022)[9]
- Kumichō Musume to Sewagakari (2022, avec Feel)[10]
- Hanabi-chan wa Okuregachi (2022) [11]
- Flaglia (2023)[12]
- Grendizer U (2024)[13]
- Rescue Academy (à venir)[14],[15]

### ONA
- Bridge for Future (2015)[16]
- Masamune Datenicle (2016-2018)[17]
- Omoi no Kakera (2016)[18]
- Miharu no Amigo (2016)[19]
- Kumo no Kanata (2017)[20]
- Jinriki Senkan ! ? Shiokaze Sawakaze (2017)
- Tabechattate Ii no ni na! (2018)
- Aihime Megohime (2019-2021)
- Cap Revolution Bottleman (2020-2021)

### Films
- Uru in Blue (à déterminer)[15],[21]
- Akubi wo Suru ni wa Wake ga Aru (à confirmer)[15]
- Gunbuster 3 (à déterminer)[15]